# Кубок СРСР з футболу 1973
Кубок СРСР з футболу 1973 — 32-й розіграш кубкового футбольного турніру в СРСР. Володарем Кубка вперше став клуб «Арарат» (Єреван).

## 1/32 фіналу
| Команда 1             | Рахунок | Команда 2                  | 1 матч | 2 матч |
| --------------------- | ------- | -------------------------- | ------ | ------ |
| Кузбас (Кемерово)     | 1:2     | Металіст (Харків)          | 0:0    | 1:2    |
| Текстильник (Іваново) | 4:2     | Спартак (Івано-Франківськ) | 3:2    | 1:0    |
| Металург (Липецьк)    | 1:3     | Спартак (Нальчик)          | 1:1    | 0:2    |
| Металург (Запоріжжя)  | 4:0     | Будівельник (Ашхабад)      | 3:0    | 1:0    |

## 1/16 фіналу
| Команда 1                | Рахунок | Команда 2              | 1 матч | 2 матч |
| ------------------------ | ------- | ---------------------- | ------ | ------ |
| Шахтар (Донецьк)         | 4:3     | Металург (Запоріжжя)   | 2:0    | 2:3    |
| Арарат (Єреван)          | 2:0     | Алга (Фрунзе)          | 1:0    | 1:0    |
| Металіст (Харків)        | 0:6     | Динамо (Київ)          | 0:3    | 0:3    |
| Шинник (Ярославль)       | 0:2     | Динамо (Москва)        | 0:0    | 0:2 дч |
| Динамо (Мінськ)          | 1:0     | Зірка (Перм)           | 1:0    | 0:0    |
| Памір (Душанбе)          | 1:3     | Кайрат (Алма-Ата)      | 0:2    | 1:1    |
| Динамо (Тбілісі)         | 2:0     | Крила Рад (Куйбишев)   | 2:0    | 0:0    |
| Дніпро (Дніпропетровськ) | 2:1     | Локомотив (Москва)     | 1:1    | 1:0    |
| Карпати (Львів)          | 1:1     | Нефтчі (Баку)          | 1:1    | 0:0    |
| Спартак (Москва)         | 2:1     | Ністру (Кишинів)       | 0:0    | 2:1    |
| Текстильник (Іваново)    | 0:1     | Пахтакор (Ташкент)     | 0:0    | 0:1    |
| Чорноморець (Одеса)      | 4:2     | СКА (Ростов-на-Дону)   | 2:0    | 2:2    |
| Зеніт (Ленінград)        | 3:1     | Спартак (Нальчик)      | 1:1    | 2:0    |
| Зоря (Ворошиловград)     | 3:1     | Спартак (Орджонікідзе) | 2:1    | 1:0    |
| Торпедо (Кутаїсі)        | 1:5     | ЦСКА (Москва)          | 0:3    | 1:2    |
| Торпедо (Москва)         | 1:1     | Шахтар (Караганда)     | 1:1    | 0:0    |

## 1/8 фіналу
| Команда 1            | Рахунок | Команда 2                | 1 матч | 2 матч           |
| -------------------- | ------- | ------------------------ | ------ | ---------------- |
| Нефтчі (Баку)        | 1:4     | Арарат (Єреван)          | 0:1    | 1:3              |
| Кайрат (Алма-Ата)    | 2:3     | Динамо (Київ)            | 1:1    | 1:2              |
| Зеніт (Ленінград)    | 1:1     | Динамо (Москва)          | 1:1    | 1:1 дч, пен. 3:5 |
| Спартак (Москва)     | 3:2     | Динамо (Тбілісі)         | 2:1    | 1:1              |
| Динамо (Мінськ)      | 2:3     | Дніпро (Дніпропетровськ) | 2:0    | 0:3 дч           |
| ЦСКА (Москва)        | 4:2     | Пахтакор (Ташкент)       | 3:1    | 1:1              |
| Шахтар (Караганда)   | 1:5     | Чорноморець (Одеса)      | 0:2    | 1:3              |
| Зоря (Ворошиловград) | 2:1     | Шахтар (Донецьк)         | 2:0    | 0:1              |

## 1/4 фіналу
| Команда 1                | Рахунок | Команда 2            | 1 матч | 2 матч |
| ------------------------ | ------- | -------------------- | ------ | ------ |
| ЦСКА (Москва)            | 0:5     | Динамо (Київ)        | 0:2    | 0:3    |
| Арарат (Єреван)          | 2:1     | Зоря (Ворошиловград) | 2:0    | 0:1    |
| Дніпро (Дніпропетровськ) | 2:1     | Спартак (Москва)     | 0:0    | 2:1    |
| Динамо (Москва)          | 6:2     | Чорноморець (Одеса)  | 3:0    | 3:2    |

## Півфінали
| Команда 1                | Рахунок | Команда 2       | 1 матч | 2 матч           |
| ------------------------ | ------- | --------------- | ------ | ---------------- |
| Динамо (Київ)            | 2:2     | Динамо (Москва) | 1:1    | 1:1 дч, пен. 6:5 |
| Дніпро (Дніпропетровськ) | 0:2     | Арарат (Єреван) | 0:1    | 0:1              |

## Фінал
| 10 жовтня 1973 |

| «Арарат»         | 2 – 1 | «Динамо»           |
| ---------------- | ----- | ------------------ |
| Іштоян 89', 103' | Звіт  | Колотов 61' (пен.) |

| Центральний стадіон (Москва) Глядачів: 60 000 Арбітр: Казаков (Москва) |